# Supercoppa di Grecia 2024 (pallacanestro)
La Supercoppa di Grecia 2024 è stata la 5ª Supercoppa di Grecia di pallacanestro maschile, organizzata dall'ESAKE.
Si è disputata il 28 e il 29 settembre 2024 presso la Kallithea Palais des Sports di Rodi tra i seguenti quattro club:
- Panathīnaïkos, campione di Grecia 2023-24 e finalista Coppa di Grecia 2023-2024
- Olympiakos, 2º classificato in Basket League 2023-2024 e vincitore della Coppa di Grecia 2023-24
- Peristeri, 3º classificato in Basket League 2022-2023
- Aris Salonicco, 4º classificato in Basket League 2022-2023

## Tabellone
|  | Semifinali     | Semifinali     | Semifinali |            |               | Finale             | Finale             | Finale             |  |
|  |                |                |            |            |               |                    |                    |                    |  |
|  | Panathīnaïkos  | Panathīnaïkos  | 81         |            |               |                    |                    |                    |  |
|  | Panathīnaïkos  | Panathīnaïkos  | 81         |            |               |                    |                    |                    |  |
|  | Aris Salonicco | Aris Salonicco | 68         |            |               |                    |                    |                    |  |
|  | Aris Salonicco | Aris Salonicco | 68         |            | Panathīnaïkos | Panathīnaïkos      | 85                 |                    |  |
|  |                |                |            |            | Panathīnaïkos | Panathīnaïkos      | 85                 |                    |  |
|  |                |                | Olympiakos | Olympiakos | 86            |                    |                    |                    |  |
|  | Olympiakos     | Olympiakos     | Olympiakos | Olympiakos | 86            | 79                 |                    |                    |  |
|  | Olympiakos     | Olympiakos     |            |            |               | 79                 |                    |                    |  |
|  | Peristeri      | Peristeri      | 74         |            |               | Finale terzo posto | Finale terzo posto | Finale terzo posto |  |
|  | Peristeri      | Peristeri      | 74         |            |               |                    |                    |                    |  |
|  |                |                |            |            |               |                    |                    |                    |  |
|  |                |                |            |            |               | Peristeri          | Peristeri          | 73                 |  |
|  |                |                |            |            |               | Peristeri          | Peristeri          | 73                 |  |
|  |                |                |            |            |               | Aris Salonicco     | Aris Salonicco     | 69                 |  |

## Semifinali
| Arbitri: | Tsaroucha Karpanos Tsimpourīs |

| |            | |
| Nunn 16 | Punti      | 16 Mpochōridīs |
| Grant 4 | Assist     | 6 DeJulius |
| Yurtseven 11 | Rimbalzi   | 7 Mantzoukas |
| 22 Grant• 25 Nunn• 26 Lessort• 40 Grigonis• 44 Mītoglou 0 Kalaitzakīs• 6 Mōraitīs• 10 Sloukas• 20 Samodurov• 21 Papapetrou• 41 Hernangómez• 77 Yurtseven | Formazioni | 1 Banks• 2 Nolley• 5 DeJulius• 13 Mpochōridīs• 72 Mantzoukas 4 Toliopoulos• 10 Chatzīdakīs• 12 Gkiouzelīs• 14 Clay• 16 Pourlidas• 22 Woodbury• 23 Roberts |
| Ergin Ataman | Allenatori | Iōannīs Kastritīs |

| Arbitri: | Papapetrou Tsolakos Agrafiotīs |

| |            | |
| Vezenkov 20 | Punti      | 19 Coffey |
| Walkup 6 | Assist     | 7 Carberry |
| Peters, Petrušev 9 | Rimbalzi   | 7 Zougrīs |
| 0 Walkup• 2 Wright• 14 Vezenkov• 16 Papanikolaou• 94 Fournier 1 Williams-Goss• 3 Mitrou-Long• 5 Larentzakīs• 8 Vildoza• 22 Dorsey• 25 Peters• 30 Petrušev | Formazioni | 3 Coffey• 5 Papas• 11 Poulianitīs• 24 Patton• 29 Carberry 4 Xanthopoulos• 7 Stavrakopoulos• 12 Tsourgiannīs• 17 Avdalas• 22 Harris• 31 Eddie• 35 Zougrīs |
| Giōrgos Mpartzōkas | Allenatori | Giōrgos Limniatīs |

## Finale 3º posto
| Arbitri: | Tsaroucha Tiganīs Milapidīs |

| |            | |
| Toliopoulos 22 | Punti      | 17 Avdalas |
| Mpochōridīs, Woodbury 3 | Assist     | 4 Carberry, Papas |
| Mantzoukas 6 | Rimbalzi   | 7 Patton |
| 1 Banks• 2 Nolley• 5 DeJulius• 22 Woodbury• 72 Mantzoukas 4 Toliopoulos• 10 Chatzīdakīs• 12 Gkiouzelīs• 13 Mpochōridīs• 14 Clay• 16 Pourlidas• 23 Roberts | Formazioni | 11 Avdalas• 17 Poulianitīs• 24 Patton• 29 Carberry• 31 Eddie 3 Coffey• 4 Xanthopoulos• 5 Papas• 7 Stavrakopoulos• 12 Tsourgiannīs• 22 Harris• 35 Zougrīs |
| Iōannīs Kastritīs | Allenatori | Giōrgos Limniatīs |

## Finale
| Arbitri: | Papapetrou Tsolakos Tsimpourīs |

| |            | |
| Grigonis 19 | Punti      | 20 Vezenkov |
| Nunn 3 | Assist     | 5 Walkup |
| Lessort 8 | Rimbalzi   | 8 Petrušev |
| 21 Papapetrou• 22 Grant• 25 Nunn• 26 Lessort• 44 Mītoglou 0 Kalaitzakīs• 6 Mōraitīs• 10 Sloukas• 20 Samodurov• 40 Grigonis• 41 Hernangómez• 77 Yurtseven | Formazioni | 1 Williams-Goss• 2 Wright• 14 Vezenkov• 22 Dorsey• 94 Fournier 0 Walkup• 3 Mitrou-Long• 5 Larentzakīs• 8 Vildoza• 16 Papanikolaou• 25 Peters• 30 Petrušev |
| Ergin Ataman | Allenatori | Giōrgos Mpartzōkas |